# 7452 Izabelyuria
7452 Izabelyuria eller 1978 QU2 är en asteroid i huvudbältet som upptäcktes den 31 augusti 1978 av den rysk-sovjetiske astronomen Nikolaj Tjernych vid Krims astrofysiska observatorium på Krim. Den har fått sitt namn efter den rysk-sovjetiska sångerskan Izabella Jurjeva (1899–2000).
Asteroiden har en diameter på ungefär tjugo kilometer och den tillhör asteroidgruppen Themis.